# Soft2Bet
Soft2Bet är ett teknikföretag inom iGaming som grundades 2016 av Uri Poliavich. Företaget har sitt huvudkontor på Malta och är specialiserat på online casino och sportsbetting, såsom turnkey plattformar, gamification-sverktyg etc.

## Företagets historia
År 2019 erhöll Soft2Bet ISO 27001-certifiering, vilket är nödvändigt för att följa internationellt erkända standarder för hantering av informationssäkerhet.
I juli 2024 lanserade Soft2Bet Soft2Bet Invest, en iGaming Innovation Fund på 50 miljoner euro för att stödja startups och nya företag inom spelbranschen.

## Varumärken
Soft2Bet driver flera lokaliserade varumärken för online casino och sportbook, inklusive: Betinia, Yoyocasino, Campobet, Tooniebet, Quickcasino, Don.ro, Elabet, Winota.

## Licenser och marknader
Soft2Bet har 19 licenser i 12 reglerade jurisdiktioner, inklusive: Danmark, Grekland, Irland, Italien, Malta, Mexiko, Ontario (Kanada), Rumänien, Spanien och Sverige.

## Teknik och produkter
Soft2Bet inkluderar turnkey B2B-tjänster såsom:
- MEGA Gamification-plattform.[11][12][13]
- Player Account Management system (PAM).[14][15]

## Partnerskap
Soft2Bet samarbetar med många innehålls- och betalningspartners:
- Spelleverantörer: Playson, Betsoft, Merkur Gaming, Iron Dog Studio, PG Soft, ORYX Gaming, Kalamba Games och andra.
- Betalningsmetoder: Visa, Mastercard, Skrill, Neteller, Klarna, Trustly, Pix, MiFinity, Paysafecard, AstroPay, Interac, Bitcoin Cash, med flera.

## CSR och filantropi
Sedan 2024 har Soft2Bet gett löpande ekonomiskt stöd till Puttinu Cares Foundation, en maltesisk icke-statlig organisation som hjälper patienter och familjer som reser utomlands för medicinsk behandling. Företaget donerar 10 000 euro varje månad, vilket gör det möjligt för stiftelsen att erbjuda gratis boende i Storbritannien för maltesiska barn, ungdomar och vuxna som genomgår kritisk medicinsk vård.
Varje månad reser mellan 60 och 90 familjer från Malta till Storbritannien för att få behandling. Soft2Bets bidrag har stöttat cirka 120 familjer under 2024 och täcker kostander av lägenheter, underhåll, verktyg och driftskostnader. Detta partnerskap har hjälpt till att lindra familjernas ekonomiska bördor, vilket gör det möjligt för Puttinu Cares att fokusera på att ge känslomässigt och logistiskt stöd under perioder av allvarlig sjukdom.
Under 2024 genomförde företaget 28 CSR-program, stödde 34 organisationer och bidrog med över 1 miljon euro till sociala ändamål.

## Utmärkelser och erkännanden
- MiGEA Awards (2021) - Best Online Casino Product[19]
- SiGMA Europe (2022) - Platform of the Year
- SBC Awards (2023) - Platform Provider of the Year, Northern European Operator of the Year
- EGR Nordics (2024) -  In-House Innovation of the Year[20]
- iGaming Sword Awards (2024) - Turnkey Supplier of the Year[21]
- B2B SiGMA Europe Awards (2024) - Unique Selling Point (MEGA platform)[22]
- SBC Awards (2024) - Innovation in Mobile, Innovation in Casino Entertainment, Leader of the Year (Uri Poliavich)[23]